# Тобахча
Тобахча (груз. ტობახჩა) — село в Грузии, на территории Чохатаурского муниципалитета края (мхаре) Гурия.

## География
Село находится в западной части Грузии, на левом берегу реки Супсы, на расстоянии приблизительно 20 километров (по прямой) к востоко-юго-востоку от посёлка городского типа Чохатаури, административного центра муниципалитета. Абсолютная высота — 624 метра над уровнем моря.

## Население
По результатам официальной переписи населения 2014 года, в Тобахче проживало 28 человек (14 мужчин и 14 женщин). В национальной структуре населения грузины составляли 100 %.
| Год  | Население, человек |
| ---- | ------------------ |
| 2002 | 50                 |
| 2014 | ↘ 28               |